# Sandvikens AIK
Sandvikens AIK (SAIK: Sandvikens Allmänna Idrottsklubb) ist ein schwedischer Sportverein aus der Stadt Sandviken. Bekannt ist der Verein hauptsächlich durch seine Bandymannschaften.
Der Verein wurde am 16. März 1901 gegründet und hat neben der Sektion für Bandy auch Abteilungen für Fußball (spielte schon in der Allsvenskan) und Bowling.

## Sandvikens AIK Bandy
Die wohl bekannteste und erfolgreichste Abteilung des Vereins war von Anfang an seit 1901 Bestandteil des Vereins. Die Heimspielstätte ist das Stadion Göransson Arena. In seiner langen Geschichte konnte die Herrenmannschaft zehn Finalspiele um die Schwedische Meisterschaft bestreiten und dabei sechsmal Meister werden, die Damenmannschaft erreichte fünf Finalspiele und gewann einmal die Meisterschaft.

### Erfolge
Herren:
- Schwedischer Meister: 1945, 1946, 1997, 2000, 2002, 2003, 2011

- Europapokal: 1997, 2001

- Ljusdal World Cup: 1974, 2002

Frauen:
- Schwedischer Meister: 1993, 2007

## Sandvikens AIK Fußball
In seiner Vereinsgeschichte konnte sich Sandvikens AIK nur einmal für die höchste Spielklasse im Fußball, die Allsvenskan, qualifizieren. In der ersten und bis jetzt letzten Saison in der Allsvenskan, 1954/55, stieg man sofort wieder ab. Heute (Saison 2006) spielt der Verein (Herrenmannschaft) in der Division 4 Gestrikland (6. Liga).